# Psju
Psju (en georgiano: ფსხუ; en abjasio: Ҧсҳәы, romanizado: Pshwy; en ruso: Псху) es un pueblo que pertenece a la parcialmente reconocida República de Abjasia, parte del distrito de Sujumi, aunque de iure pertenece al municipio de Sojumi de la República Autónoma de Abjasia de Georgia.

## Geografía
Psju se encuentra en un hermoso y fértil valle rodeado por las cordilleras del Gran Cáucaso por el norte y la cordillera de Bzipi por los otros lados. Al sur del pueblo fluye el río Bzipi y en los alrededores también hay varios afluentes. Psju está situado a 150 km al norte de Sujumi.
Aquí también se encuentra la montaña Inal-Kuba (1290 m), uno de los siete altares de Abjasia que está relacionado con el Príncipe Inal.

## Historia
En las cercanías de Psju hay varios monumentos prehistóricos (principalmente dolmenes) y también las ruinas del castillo local, lo que atestigua presencia humana en el valle de Psju desde varios milenios antes de Cristo. 
Psju fue habitada originalmente por una nación caucásica llamada abasios, que estaba relacionada con los abjasios. Protegieron cuidadosamente su territorio, la región histórica de Psju-Aíbga, y Psju fue así uno de los principales lugares que lograron resistir al Imperio ruso durante su avance en la ocupación del Cáucaso. Según los oficiales de la Rusia zarista, a fines de la década de 1830, entre 300 y 500 familias abjasias vivían en el pueblo. Los habitantes indígenas de Psju no eran ni cristianos ni musulmanes hasta su expulsión (aquí no había mezquitas ni iglesias), procesaban la religión tradicional abjasia.
Psju cayó como uno de los últimos lugares hasta 1864, y la gran mayoría de abasios fue deportada: la mayoría al Imperio Otomano, algunos permanecieron en Abjasia (en las áreas costeras) y otra pequeña parte (hasta 800 personas) se mudó al Cáucaso norte. Sin embargo, la mayoría de los refugiados del pueblo no toleraron el clima marítimo y muchos sucumbieron al hambre o la malaria antes de ser transportados a través del mar Negro, en lo que se suele denominar genocidio circasiano o Muhayir. 
Esto implico que Psju permaneciera completamente despoblado y, con el tiempo, las familias rusas (principalmente campesinos fugitivos, así como los monjes ermitaños) se mudaron al pueblo al principio del siglo XX.
En el otoño de 1942, Psju fue ocupada por la Wehrmacht durante varios días en el transcurso de la batalla del Cáucaso, lo que la convirtió en la única sede transcaucásica que gobernó la Alemania nazi.

## Demografía
La evolución demográfica de Psju entre 1959 y 2011 fue la siguiente:
| 170                                                 | 136 | 189 |
| (Fuente: Population of Abkhazia since Soviet times) |     |     |

La población se ha mantenido estable a pesar de la guerra. Psju es el único pueblo en toda Abjasia que tiene una mayoría absoluta de la población rusa.
|              | 2011      | 2011       |
| Grupo étnico | Población | Porcentaje |
| ------------ | --------- | ---------- |
| Georgianos   | 0         | 0%         |
| Abjasios     | 17        | 9%         |
| Rusos        | 172       | 91%        |
| Total        | 189       | 100%       |

## Economía
La pequeña central hidroeléctrica suministra la energía al pueblo. El pueblo es un destino popular de turismo dentro de Abjasia pues tiene numerosas rutas de senderismo.

## Infraestructura

### Transporte
Psju también tiene un aeropuerto con superficie cubierta de césped. No hay vuelos regulares aunque todavía es utilizado ocasionalmente por turistas y por los habitantes locales. En invierno, solo se puede acceder al pueblo en helicóptero. En verano, la ruta principal desde Sujumi es en helicóptero o avión An-2. No hay un horario regular, el vuelo se va formando a medida que se acumula la gente.
Hay un camino de tierra a través del paso de Anchja en el área del manantial de Avadjara (30 km por debajo del paso) y un sendero a través del paso de Gudauta (unos 70 km). A fines de mayo y principios de junio, la carretera se vuelve transitable para vehículos todo terreno de carga. Las rutas de senderismo que operaban anteriormente desde Arjyz ahora están cerradas debido a la introducción del régimen fronterizo.